# Ronnie Bucknum
Ronald „Ronnie” Bucknum (ur. 5 kwietnia 1936 w Alhambrze, zm. 14 kwietnia 1992 w San Luis Obispo) – amerykański kierowca wyścigowy.

## Kariera
Karierę rozpoczął w 1956 roku. W latach 1959–1964 czterokrotnie zdobywał tytuł mistrza Stanów Zjednoczonych w kategorii samochodów sportowych. Podczas jednego z wyścigów (na torze Sebring) został wypatrzony przez inżynierów koncernu Hondy, co umożliwiło mu niespodziewany debiut w Formule 1.
Honda debiutowała w Formule 1 podczas Grand Prix Niemiec na torze Nürburgring w 1964 roku, gdzie kierowcą modelu RA271 był właśnie nieznany szerzej w Europie Bucknum.
W latach 1964–1966 wystąpił łącznie w 11 wyścigach Formuły 1. Jedyne punkty wywalczył podczas Grand Prix Meksyku w 1965 roku, gdzie zajął piąte miejsce. Wyścig ten zakończył się zwycięstwem drugiego z kierowców Hondy, Richie Ginthera.
W 1966 roku Bucknum zajął trzecie miejsce w 24-godzinnym wyścigu w Le Mans.
Po powrocie do Stanów Zjednoczonych; w latach 1967–1970 startował w serii USAC National Championship (odpowiedniku obecnej IndyCar). W 23 wyścigach odniósł jedno zwycięstwo (na torze Michigan International Speedway w 1968 roku). Karierę zakończył w serii Trans-Am w latach 70. XX wieku.
Zmarł w wyniku przewlekłych powikłań cukrzycy.
Jego syn, Jeff, również jest kierowcą wyścigowym.

## Starty w Formule 1
| Sezon | Zespół | Konstruktor | Zgł. | PKT | P. | P1 | P2 | P3 | Punkt. | PP | NO | NS | DK | NZ |
| --- | --- | ----------- | ---- | --- | -- | -- | -- | -- | ------ | -- | -- | -- | -- | -- |
| 1966 | Honda R&D Company | Honda       | 2    | -   | -  | -  | -  | -  | -      | -  | -  | 1  | -  | -  |
| 1965 | Honda R&D Company | Honda       | 6    | 2   | 14 | -  | -  | -  | 1      | -  | -  | 4  | -  | -  |
| 1964 | Honda R&D Company | Honda       | 3    | -   | -  | -  | -  | -  | -      | -  | -  | 3  | -  | -  |
| Razem | 1 | 1           | 11   | 2   | -  | -  | -  | -  | 1      | -  | -  | 8  | -  | -  |
| Sezon | Zespół | Konstruktor | Zgł. | PKT | P. | P1 | P2 | P3 | Punkt. | PP | NO | NS | DK | NZ |
| \| Legenda \| Legenda \| \| ------------------------------------------ \| ------------------------------------------------------------------------------------------------------------------------------------------------------------------------------------------------------------------------------------------------------------------------------------------------------------------------------------------------------------------------------------------------------------------------------ \| \| Zgł. PKT P. P1 P2 P3 Punkt. PP NO NS DK NZ \| Liczba zgłoszeń do wyścigów Liczba zdobytych punktów Pozycja zajęta w klasyfikacji generalnej Liczba zwycięstw Liczba drugich miejsc Liczba trzecich miejsc Wyścigi, w których kierowca punktował Liczba zdobytych pole position Liczba zdobytych najszybszych okrążeń Wyścigi, w których kierowca był niesklasyfikowany Wyścigi, w których kierowca był zdyskwalifikowany Wyścigi, do których kierowca się nie zakwalifikował \| | |             |      |     |    |    |    |    |        |    |    |    |    |    |
| Legenda | |             |      |     |    |    |    |    |        |    |    |    |    |    |
| Zgł. PKT P. P1 P2 P3 Punkt. PP NO NS DK NZ | Liczba zgłoszeń do wyścigów Liczba zdobytych punktów Pozycja zajęta w klasyfikacji generalnej Liczba zwycięstw Liczba drugich miejsc Liczba trzecich miejsc Wyścigi, w których kierowca punktował Liczba zdobytych pole position Liczba zdobytych najszybszych okrążeń Wyścigi, w których kierowca był niesklasyfikowany Wyścigi, w których kierowca był zdyskwalifikowany Wyścigi, do których kierowca się nie zakwalifikował |             |      |     |    |    |    |    |        |    |    |    |    |    |

## Starty w Indianapolis 500
| Rok  | Nadwozie | Silnik      | Start | Wynik | Uwagi                            |
| ---- | -------- | ----------- | ----- | ----- | -------------------------------- |
| 1968 | Eagle    | Ford        | 19    | 21    | Wyciek paliwa                    |
| 1969 | Eagle    | Offenhauser | 16    | 30    | Awaria tłoków cylindra w silniku |
| 1970 | Morris   | Ford        | 27    | 15    | Wypadek                          |